# Shaped canvas
Shaped canvas a négyszögűtől eltérő, különleges alakú (pl. háromszögletű, ötszögű) festmények és objektek megjelölésére szolgáló fogalom. Magyarul – hibásan – „formázott vászonnak” fordítják.

## Története
A legkorábbi kezdeményezések Raffaello és más reneszánsz festők kör alakú vásznaihoz köthetők. A huszadik században Péri László konstruktivista fa- és betonreliefei jelentették az első úttörő kísérletet. A harmincas években Abraham Joel Tobias, majd a negyvenes években a MADI mozgalom megalapítói (Carmelo Arden Quin, Rhod Rothfuss, Martin Blaszko és  Gyula Kosice) készítettek kifejezetten poligonális, vágott képeket. 1948-ban Párizsban a müncheni születésű Rupprecht Geiger, 1957-ben New Orleansban Edward Clark állított ki ilyen műveket. Az ötvenes-hatvanas évek fordulóján Jasper Johns kísérletezett részekre tagolt, vágott képformával. Legismertebb ilyen jellegű alkotása az Amerikai zászló című festmény, ebben három különböző méretű vásznat helyezett egymásra.
Az 1960-as években Frank Stella szerzett hírnevet magának shaped canvas jellegű képekkel. Sokan – szintén hibásan - , őt azonosítják ezzel a stílussal, őt tekintik a műfaj megalapítójának.

## A stílus
A shaped canvas az absztrakt, geometrikus, minimalista festészethez köthető. A művész célja túllépni a hagyományos kereteken. Pl. a környező világ részévé tenni a képet, vagy éppen fordítva, a kép részévé tenni a környező világot. 
A művészek nemcsak vászonra, hanem más anyagokra is dolgoznak, betonra (Péri László), falemezre (Saxon-Szász János).